# Anže Peharc
Anže Peharc (* 29. července 1997 Slovinsko) je reprezentant Slovinska ve sportovním lezení, juniorský mistr světa v lezení na obtížnost.

## Výkony a ocenění

### Závodní výsledky
| Mistrovství Evropy | Mistrovství Evropy |
| Rok                | 2017               |
| ------------------ | ------------------ |
| Bouldering         | 3                  |

| Světový pohár       | Světový pohár   | Světový pohár   | Světový pohár        |
| Rok                 | 2015            | 2016            | 2017                 |
| ------------------- | --------------- | --------------- | -------------------- |
| Obtížnost           | 0               | 0               | 0                    |
| jednotlivě* (x/x/x) | 44,-,-, -,-,-,- | 46,-,-, -,-,-,- | 46-50,-,-,-, -,-,-,- |
|                     |                 |                 |                      |
| Bouldering          | —               | 0               | 25-26                |
| jednotlivě* (x/x/x) | —               | 33,-,-, -,-,-,- | 8,15,-, -,-,-,31     |

* poznámka: nalevo jsou poslední závody v roce
| Mistrovství světa juniorů | Mistrovství světa juniorů | Mistrovství světa juniorů | Mistrovství světa juniorů | Mistrovství světa juniorů |
| Rok                       | 2012 kat. B               | 2013 kat. A               | 2015 junioři              | 2016 junioři              |
| ------------------------- | ------------------------- | ------------------------- | ------------------------- | ------------------------- |
| Obtížnost                 | 1                         | 25                        | 6                         | 15                        |
| Rychlost                  | —                         | —                         | 35                        | 32                        |
| Bouldering                | —                         | —                         | 3                         | 23                        |

| Mistrovství Evropy juniorů | Mistrovství Evropy juniorů | Mistrovství Evropy juniorů | Mistrovství Evropy juniorů | Mistrovství Evropy juniorů | Mistrovství Evropy juniorů |
| Rok                        | 2012 kat. B                | 2013 kat. A                | 2014 kat. A                | 2015 junioři               | 2016 junioři               |
| -------------------------- | -------------------------- | -------------------------- | -------------------------- | -------------------------- | -------------------------- |
| Obtížnost                  | 4                          | 13                         | 10                         | —                          | —                          |
| Bouldering                 | —                          | 2                          | 3                          | 1                          | 6                          |

| Evropský pohár juniorů | Evropský pohár juniorů | Evropský pohár juniorů | Evropský pohár juniorů | Evropský pohár juniorů | Evropský pohár juniorů | Evropský pohár juniorů |
| Rok                    | 2011 kat. B            | 2012 kat. B            | 2013 kat. A            | 2014 kat. A            | 2015 junioři           | 2016 junioři           |
| ---------------------- | ---------------------- | ---------------------- | ---------------------- | ---------------------- | ---------------------- | ---------------------- |
| Obtížnost              |                        | 2                      |                        |                        |                        |                        |
| jednotlivě*            | ,15,17,17,             | ,4,,,-,                |                        |                        |                        |                        |
|                        |                        |                        |                        |                        |                        |                        |
| Bouldering             |                        | 3                      |                        | 2                      |                        |                        |
| jednotlivě*            | ,5,,                   | ,7                     |                        |                        |                        |                        |

* poznámka: nalevo jsou poslední závody v roce